# Hemidactylus bavazzanoi
Hemidactylus bavazzanoi là một loài thằn lằn trong họ Gekkonidae. Loài này được Lanza mô tả khoa học đầu tiên năm 1978.